# Nicky Barr
Andrew William "Nicky" Barr (10 de diciembre de 1915-12 de junio de 2006) era un miembro del equipo de la Unión de Rugbi Nacional Australiana, quién venia de ser un as en la Fuerza Real del Aire australiana (RAAF) durante Segunda Guerra Mundial. Andrew se retiró con 12 victorias aéreas, todas sus victorias fueron volando un Curtiss P-40.  Nacido en Nueva Zelanda, Andrew se erradicó en Victoria y primero representó el estado de Victoria en Rugby en 1936. Fue seleccionado para jugar por Australia en el Reino Unido en 1939,  arribó a Inglaterra cuándo la visita fue cancelada tras el estallido de guerra. Se unió al RAAF en 1940 y se apostó en África Del norte con el tercer Escuadrón en septiembre de 1941. El escuadrón era el más puntuado,  logró sus primeras tres victorias en el P-40D Tomahawk y el resto en un P-40E Kittyhawk.
Los logros más destacados de Barr como piloto de combate fueron el Vuelo Señalado Cross y Barra. Poco después tomó el comando del tercer escuadrón en mayo de 1942; este fue derribado y capturado por las fuerzas axiales, y encarcelado en Italia. Escapó y asistió otros fugitivos Aliados con seguridad, recibiendo por sus esfuerzos, la Cruz del Ejército, un honor raro para un piloto de la RAAF. Repatriado a Inglaterra, fue parte de la invasión de Normandía en junio de 1944 antes de regresar a Australia fue instructor en jefe con la Unidad Operacional de Segunda Formación. Después de que la guerra se convirtió en director de compañía, y se volvió a unir a la RAAF como un agente de reserva activo desde de 1951 a 1953. Desde los tempranos sesenta se vio envuelto en la industria petrolera, por lo que este fue nombrado como Agente del Orden del Imperio británico en 1983. Falleció en 2006, a la edad de 90 años.

## Carrera temprana
Andrew Barr nació en Wellington, Nueva Zelanda, el 10 de diciembre de 1915;  tiene un hermano de gemelo, Jack. La familia de mudó a Australia cuándo eran seis hermanos. Creció en Melbourne, Andrew asistió a la Escuela Pública de Kew y jugó fútbol australiano. El también era miembro de los Victorian Schoolboys, fueron campeones tres años consecutivos de 1926 a 1928 en 100 metros llanos en atletismo. En 1931, con quince años de edad,  comenzó su asociación con el Campamento Lord Somers y la Power House y organizaciones sociales y deportivas localizadas en la Bahía de Western Port. Tras de dejar la escuela, Barr estudió construcción en Universidad Técnica de Swinburne, pero más tarde tomó un curso de contabilidad obteniendo su diploma diploma y se profesionalizó. Empezó a jugar Rugby en 1935 junto a un amigo en el club de Power House. Pesando 80 kilogramos (180 lb) y un poco menos de 180 cm de alto, Barr obtuvo la citación a la selección de Victoria en la posición de hooker el año siguiente. En 1939, este escogió jugar en el Reino Unido con el equipo nacional australiano, los Wallabies. La visita fue cancelada un día antes de que el equipo llegara al Reino Unido el 2 de septiembre, debido al estallido de la Segunda Guerra Mundial. Se enfiló para servir como piloto de batalla, Barr inicialmente intentó a enlistarse en la Fuerza de Real del Aire, pero retiró su aplicación debido a que probablemente no podría volar en un futuro cercano, y que podría esperar solamente cumplir deberes administrativos de forma provisional.
Regresando a Australia en el barco RMS Strathaird, Barr unió la Fuerza Real de Aire de Australia como un cadete de aire el 4 de marzo de 1940.  Después de completar la instrucción en Tiger Moths en la Escuela de Formación de Pilotots N°3, de Essendon, y en Hawker Demons y Avro Ansons en la Escuela de Formación de Vuelo de Servicio N°1, en Point Cook,  estuvo encargado como oficial piloto el 24 de septiembre. Se ganó su reputación tras rebelarse durante un entrenamiento, y se convirtió para siempre de "Nicky", a "Nick Viejo", o el Diablo. En su búsqueda para obtener la asignación de piloto de lucha, habría deliberadamente dirigido mal un bombardeo, fue una estrategia adoptada por al menos dos de sus compañeros de estudios.  En noviembre de 1940, fue elistado en el Escuadrón N° 23 de la ciudad de Brisbane, volando CAC Wirraways patrullando la costa de Queensland. La aeronave era, según Barr, "nuestra primera línea de combate en aquellos días, pero no pasó mucho tiempo para darnos cuenta de que la capacidad de los Wirraway dejaban mucho que desear en comparación de los tipos de aviones con los que nos íbamos a encontrar". Aunque sus deberes le frustraron un poco, Barr era agradecido de tener esta experiencia de vuelo extensa bajo su cinturón cuándo finalmente cesó el combate. Aunque se basan en Queensland,  que sirvió al honorarió aise-de-camp del Gobernador, el señor Leslie Wilson, y también capitaneó el equipo de rugby de la RAAF. Fue promovido a agente de vueol el 24 de marzo de 1941.

## Servicio en combate

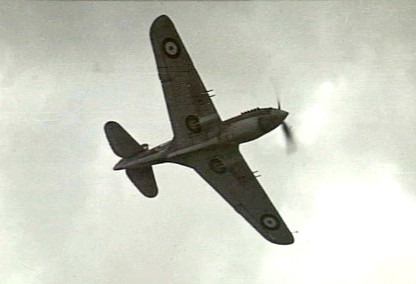
Un RAAF P-40 Tomahawk en el Norte de África

Barr Era posted a África Del norte el 28 de septiembre de 1941, para volar sin. 3 Escuadrón bajo la orden de Dirigente de Escuadrón Peter Jeffrey. Convierta a P-40D Tomahawk luchadores en una RAF unidad de formación operacional en Jartum. Allí también reciba su "goolie chit", una hoja de papel para ser mostrada a local tribesmen en el acontecimiento esté disparado abajo, leyendo en árabe: "no mata el portador, alimentarle y protegerle, tomarle al inglés y serás premiado. Paz ser a ti." Regresando a África Del norte, Barr consiguió su primera victoria aérea, sobre un Messerschmitt Bf 110, el 12 de diciembre. Siga esto arriba con un Junkers Ju 88 y un Messerschmitt Bf 109 al día siguiente. El escuadrón entonces re-equipado con P-40E Kittyhawks; Barr volaba el modelo nuevo cuándo devenga un as  en el día del año Nuevo 1942, disparando abajo dos Junkers Ju 87 Stukas. El 8 de marzo,  dirija un vuelo de seis Kittyhawks para interceptar una redada en Tobruk por doce Ju 87s escoltado por diez Macchi C. 202s y dos Bf 109s. Los australianos destruyeron seis Macchis y tres Ju 87s sin pérdida, Barr personalmente contabilidad para uno del Macchis.